# Laforet (warenhuis)
Laforet Harajuku (ラフォーレ原宿, Rafōre Harajuku) is een Japans warenhuis-, woningen- en museumcomplex gelegen in het gebied Harajuku van de wijk Shibuya in Tokio. 
Laforet is gebouwd over een deel van de oude Tokyo Central Church. Een nieuwere kerk achter de winkel werd in 1978 geopend. Het complex werd gebouwd door de ontwikkelaar Mori Building Company, die verschillende locaties in Tokio had ontwikkeld, waaronder de Roppongi Hills Mori Tower, die op het moment van opening een van de hoogste gebouwen in Tokio was.
De naam Mori is in het Japans het woord voor "bos", en de naam van het complex is daarvan afgeleid met de Franse woorden "la forêt" (vertaald: het bos).
Het complex telt zes verdiepingen en twee kelders, verdeeld in halve niveaus. Het telt 150 winkels en het Laforet Museum op de bovenste verdieping.
Het heeft een lange geschiedenis met de jeugdmodecultuur, hoewel dit oorspronkelijk niet de bedoeling was. Hoewel modemerken als Hysteric Glamour en Ba-tsu er hun eerste boetieks openden, was het interieur oorspronkelijk voor die tijd soberder en conventioneler. Helaas voor de projectontwikkelaars resulteerde dit in een lage omzet in het eerste jaar van de onderneming, waardoor Ryotu Matsumoko van Ba-stu werd aangetrokken om het interieur van de winkel te renoveren en het te veranderen in een jeugdiger en 'edgy' ontwerp voor die tijd, waarbij lange en diepe winkels werden vervangen door brede en ondiepe winkels die op een 'panopticon'-achtige manier zichtbaar waren voor winkelend publiek vanuit een centraal trappenhuis.
Hetzelfde gold voor de reclame voor mode, oorspronkelijk ontworpen door het Amerikaanse bedrijf Antonio Lopez, dat niet bijzonder succesvol was totdat het werd overgenomen door Takuya Onuki, dat halverwege de jaren 1990 de reclamecampagnes omschakelde van vrouwelijke modellen die merkkleding droegen naar eigenzinnige beelden zoals het merk "Nude" van Amerikanen die hun dagelijkse bezigheden uitvoeren, gekleed in alleen ondergoed, en honden in spijkerbroek.
Naar aanleiding van de opkomst van de jeugdmodecultuur in die tijd ging Laforet samenwerken met jeugdmodebladen en kledingmerken om in de jaren 1980 en 1990 modeshows te organiseren in het gebouw. Als slachtoffer van zijn eigen succes, waarbij de onafhankelijke vernieuwers die oorspronkelijk werden aangetrokken, door de commercie werden overgenomen, raakten de modeshows van Laforet eind jaren negentig in verval.
In 2006 begon een nieuwe reeks boetieks het tij te keren.